# André Petry
André Petry (Arroio Grande, 1961) é um jornalista brasileiro.

## Biografia
Petry formou-se em jornalismo em 1984 na Universidade Católica de Pelotas, tendo estudado Filosofia brevemente. Trabalhou para o Diário Popular em Pelotas e mais tarde para o Correio Braziliense, em Brasília, cobrindo questões externas desde a política Perestroika de Mikhail Gorbachev à guerra entre Iraque e Irã.
De 1991 a 1996, trabalhou em São Paulo para a revista Veja como editor político, em que cobriu os desdobramentos da crise que levou à renúncia do presidente Fernando Collor.
De 1996 a 2007, foi chefe da redação de Brasília e escreveu uma coluna semanal durante quatro anos. Foi também editor especial e correspondente internacional da Veja em Nova York e, mais recentemente, ocupava o cargo de editor especial da revista, da qual, em 2016, tornou-se  diretor de redação, substituindo Eurípides Alcântara.
Petry é conhecido como crítico feroz do que considera intromissão das igrejas em temas pertinentes ao Estado, tais como aborto e pesquisas com células-tronco, e sua  chegada ao comando da revista  foi seguida por uma mudança editorial considerada como "progressista". Polemistas como Rodrigo Constantino e Joice Hasselmann foram desligados veículo, ao mesmo tempo em que temas como feminismo, desarmamento, maioridade penal, aquecimento global,  descriminalização de drogas, entre outros, passaram a ser pautados.  A mudança gerou protestos por parte dos leitores mais conservadores e identificados com a direita política.